# Den afrikanske befrielsesdag
Den afrikanske befrielsesdag, d. 25. maj er en årlig helligdag i adskillige lande i Afrika.
| Festival | Spire Denne artikel om festivaler og mærkedage er en spire som bør udbygges. Du er velkommen til at hjælpe Wikipedia ved at udvide den. |